# Adam LaRoche
David Adam LaRoche (ur. 6 listopada 1979) – amerykański baseballista, który występował na pozycji pierwszobazowego i jako designated hitter.

## Kariera zawodnicza
LaRoche został wybrany w czerwcu 2000 roku w dwudziestej dziewiątej rundzie draftu przez Atlanta Braves (w 1998 i 1999 był wybierany przez Florida Marlins, jednak nie podpisał z tym klubem kontraktu) i początkowo występował w klubach farmerskich tego zespołu, między innymi w Richmond Braves, reprezentującym poziom Triple-A. W Major League Baseball zadebiutował 7 kwietnia 2004 w meczu przeciwko New York Mets, w którym zaliczył dwa uderzenia i dwa RBI.
W styczniu 2007 w ramach wymiany zawodników przeszedł do Pittsburgh Pirates, w którym występował przez dwa i pół roku. Pod koniec sezonu 2009 grał w Boston Red Sox i ponownie w Atlanta Braves, zaś w styczniu 2010 podpisał kontrakt jako wolny agent z Arizona Diamondbacks.
W styczniu 2011 podpisał dwuletnią umowę wartą 16 milionów dolarów z Washington Nationals. W sezonie 2012 zdobył 33 home runy (4. wynik w lidze), zaliczył 100 RBI (8. wynik w lidze), otrzymał Złotą Rękawicę i nagrodę Silver Slugger Award, a w głosowaniu na najbardziej wartościowego zawodnika, zajął 6. miejsce.
W styczniu 2013 podpisał nowy, dwuletni z opcją przedłużenia o rok kontrakt z Nationals wart 24 miliony dolarów. 28 kwietnia 2013 w meczu przeciwko New York Mets zdobył 200. home runa w karierze.
W listopadzie 2014 przeszedł do Chicago White Sox, podpisując dwuletnią umowę wartą 25 milionów dolarów. W marcu 2016 postanowił zakończyć zawodniczą karierę.

## Nagrody i wyróżnienia
| Nagroda/wyróżnienie  | Lata | Źródło |
| Gold Glove Award     | 2012 | [ 8 ]  |
| Silver Slugger Award | 2012 | [ 7 ]  |